# CESAER
CESAER (Conference of European Schools for Advanced Engineering Education and Research) is een samenwerkingsverband van technische universiteiten in Europa. CESAER is opgericht op 10 mei 1990. Het heeft zijn hoofdkantoor in het Kasteel van Arenberg in Leuven (KU Leuven, faculteit  ingenieurswetenschappen), België. CESAER houdt zich bezig met uitwisseling van ervaringen tussen de leden, met het beïnvloeden van beleid op Europees niveau en met publieksvoorlichting.
In CESAER participeren de volgende universiteiten:
| België: - KU Leuven, Leuven - Université catholique de Louvain, Louvain-la-Neuve - Universiteit Gent, Gent Denemarken: - Universiteit van Aalborg, Aalborg Duitsland: - RWTH Aken, Aken - Technische Universiteit Berlijn, Berlijn - Technische Universiteit Braunschweig, Braunschweig - Technische Universiteit Darmstadt, Darmstadt - Technische Universiteit Dresden, Dresden - Leibniz Universiteit Hannover, Hannover - Karlsruher Institut für Technologie, Karlsruhe - Universiteit van Stuttgart, Stuttgart Estland: - Technische Universiteit Tallinn, Tallinn Finland: - Aalto-universiteit, Helsinki Frankrijk: - Institut polytechnique de Grenoble, Grenoble - INSA Lyon, Lyon - ParisTech, Parijs - Universiteit Parijs-Saclay, Parijs Hongarije: - Technische en Economische Universiteit Boedapest, Boedapest Ierland: - University College Dublin, Dublin Israël: - Technion, Haifa Italië: - Politecnico di Milano, Milaan - Politecnico di Torino, Turijn Letland: - Technische Universiteit Riga, Riga Litouwen: - Technische Universiteit Kaunas, Kaunas Nederland: - Technische Universiteit Delft, Delft - Universiteit Twente, Enschede |  | Noorwegen: - Technisch-natuurwetenschappelijke Universiteit van Noorwegen, Trondheim Oostenrijk: - Technische Universiteit Graz, Graz - Technische Universiteit Wenen, Wenen Polen: - Technische Universiteit Gdańsk, Gdańsk - Technische Universiteit Poznań, Poznań - Technische Universiteit Warschau, Warschau Portugal: - Instituto Superior Técnico, Lissabon - Universidade NOVA de Lisboa, Lissabon - Universiteit van Porto, Porto Roemenië: - Polytechnische Universiteit Boekarest, Boekarest Rusland: - Polytechnische Universiteit Tomsk, Tomsk Servië: - Universiteit van Belgrado, Belgrado Spanje: - Polytechnische Universiteit van Catalonië, Barcelona - Universidad Politécnica de Madrid, Madrid - Universitat Politècnica de València, Valencia Tsjechië: - Technische Universiteit Brno, Brno - Tsjechische Technische Universiteit, Praag Turkije: - Technische Universiteit Istanbul, Istanbul Verenigd Koninkrijk: - Universiteit van Sheffield, Sheffield - Universiteit van Strathclyde, Glasgow - Universiteit van Surrey, Guildford Zweden: - Technische Universiteit Chalmers, Göteborg - Kungliga Tekniska högskolan, Stockholm - Universiteit van Lund, Lund Zwitserland: - Technische Hogeschool van Lausanne, Lausanne - Eidgenössische Technische Hochschule, Zürich |